# Baixa da Banheira
Baixa da Banheira é uma vila portuguesa que foi sede da extinta Freguesia de Baixa da Banheira do Município da Moita, no Distrito de Setúbal, região de Lisboa e sub-região da Península de Setúbal, freguesia que tinha de 15 050 habitantes na última contagem em 2011, e uma densidade populacional de 9 879,6 hab/km². 
A freguesia de Baixa da Banheira, que havia sido criada em 1967, foi extinta (agregada), em 2013, no âmbito de uma reforma administrativa nacional, tendo sido agregada à freguesia de Vale da Amoreira para formar uma nova freguesia denominada União das Freguesias de Baixa da Banheira e Vale da Amoreira.
A povoação da Baixa da Banheira foi elevada à categoria de vila a 28 de junho de 1984, cujo decreto de lei foi promulgado pelo Presidente da República Ramalho Eanes e referendado pelo primeiro-ministro Mário Soares.
Baixa da Banheira situa-se entre as vilas de Alhos Vedros e Lavradio que lhes ficam a nascente e poente respectivamente. A norte é banhada pelo estuário do Tejo, numa enorme reentrância que se estende do Bico da Passadeira (Barra-a-Barra) até à vila da Moita e a sul a extrema do município com o do Barreiro. 

## História
Alguns dos antigos nomes, como Sítio da Banheira, Lugar da Banheira, Terras Baixas da Banheira do Tejo, são apenas alguns que possibilitam referenciar a localização da vila banheirense. No século XIV, foi reportado a primeira referência significante à freguesia retratada pelas tradições antigas.
Foi criada em 1967 pelo Decreto-Lei n.º 47.513, de 26 de Janeiro. As décadas de 1930 e 1940 foram históricas devido ao aumento de número de habitantes pelo facto de muitas famílias oriundas do Algarve, Trás-os-Montes, Alentejo, entre outras, procurarem trabalho nas grandes fábricas da região como por exemplo a CP, a CUF e a Siderurgia.

## População
| População da freguesia de Baixa da Banheira | População da freguesia de Baixa da Banheira | População da freguesia de Baixa da Banheira | População da freguesia de Baixa da Banheira | População da freguesia de Baixa da Banheira | População da freguesia de Baixa da Banheira | População da freguesia de Baixa da Banheira | População da freguesia de Baixa da Banheira | População da freguesia de Baixa da Banheira | População da freguesia de Baixa da Banheira | População da freguesia de Baixa da Banheira | População da freguesia de Baixa da Banheira | População da freguesia de Baixa da Banheira | População da freguesia de Baixa da Banheira | População da freguesia de Baixa da Banheira |
| ------------------------------------------- | ------------------------------------------- | ------------------------------------------- | ------------------------------------------- | ------------------------------------------- | ------------------------------------------- | ------------------------------------------- | ------------------------------------------- | ------------------------------------------- | ------------------------------------------- | ------------------------------------------- | ------------------------------------------- | ------------------------------------------- | ------------------------------------------- | ------------------------------------------- |
| 1864                                        | 1878                                        | 1890                                        | 1900                                        | 1911                                        | 1920                                        | 1930                                        | 1940                                        | 1950                                        | 1960                                        | 1970                                        | 1981                                        | 1991                                        | 2001                                        | 2011                                        |
| 1 334                                       | 1 446                                       | 1 566                                       | 1 731                                       | 2 067                                       | 2 336                                       | 2 576                                       | 5 213                                       | 10 696                                      | 19 606                                      | 7 949                                       | 9 947                                       | 11 421                                      | 12 614                                      | 15 050                                      |

Freguesia criada pelo Decreto-Lei n.º 47513, de 26/01/1967, com lugares da freguesia de Alhos Vedros. Com lugares desta freguesia foi criada, pela Lei n.º 59/88,  de 23 de Maio, a freguesia de Vale da Amoreira (13.522 hb)
| Distribuição da População por Grupos Etários | Distribuição da População por Grupos Etários | Distribuição da População por Grupos Etários | Distribuição da População por Grupos Etários | Distribuição da População por Grupos Etários | Distribuição da População por Grupos Etários | Distribuição da População por Grupos Etários | Distribuição da População por Grupos Etários | Distribuição da População por Grupos Etários | Distribuição da População por Grupos Etários |
| -------------------------------------------- | -------------------------------------------- | -------------------------------------------- | -------------------------------------------- | -------------------------------------------- | -------------------------------------------- | -------------------------------------------- | -------------------------------------------- | -------------------------------------------- | -------------------------------------------- |
| Ano                                          | 0-14 Anos                                    | 15-24 Anos                                   | 25-64 Anos                                   | > 65 Anos                                    |                                              | 0-14 Anos                                    | 15-24 Anos                                   | 25-64 Anos                                   | > 65 Anos                                    |
| 2001                                         | 3 722                                        | 3 311                                        | 13 493                                       | 3 186                                        |                                              | 15,7%                                        | 14,0%                                        | 56,9%                                        | 13,4%                                        |
| 2011                                         | 3 055                                        | 2 288                                        | 11 619                                       | 4 123                                        |                                              | 14,5%                                        | 10,9%                                        | 55,1%                                        | 19,6%                                        |